# 130P/McNaught-Hughes
130P/McNaught-Hughes este o cometă periodică din sistemul nostru solar. A fost descoperită de Robert McNaught, la 30 septembrie 1991 pe o fotografie luată de Shaun Hughes, utilizând telescopul UK Schmidt situat la Observatorul Astronomic Siding Spring, în Australia.